# Yarmouth Castle (Schiff)
Die Yarmouth Castle war ein 1927 in Dienst gestelltes US-amerikanisches Passagierschiff, das nach 38-jähriger Dienstzeit am 13. November 1965 nach Ausbruch eines verheerenden Feuers an Bord auf dem Atlantik unterging, wobei 90 Menschen ums Leben kamen. Es handelte sich um eines der größten zivilen Schiffsunglücke in nordamerikanischen Gewässern. Die Tragödie war Auslöser für neue gesetzliche Regelungen für die Sicherheit auf See.

## Das Schiff
Die Yarmouth Castle wurde 1927 für die amerikanische Reederei Eastern Steamship Lines gebaut und auf den Namen Evangeline getauft. Sie entstand auf der Werft William Cramp and Sons in Philadelphia. Sie hatte ein Schwesterschiff, die im Juni 1927 fertiggestellte, 111,4 Meter lange Yarmouth (5.043 BRT). Die Kabinen auf der Yarmouth waren mit 100 bis 400 und die auf der Evangeline mit 500 bis 800 nummeriert. Die Eastern Steamship Lines setzte sie im Liniendienst zwischen Boston, New York und Yarmouth (Nova Scotia) ein.

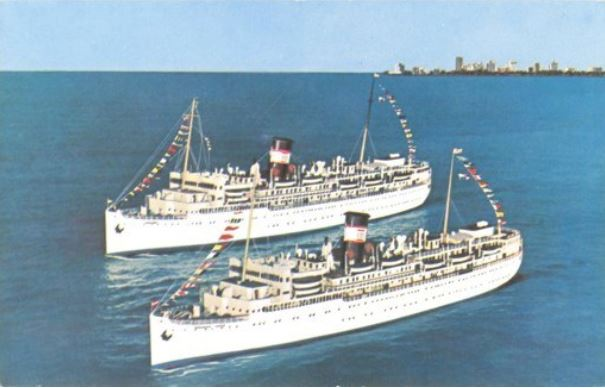
Die Schwesterschiffe Yarmouth und Yarmouth Castle, ca. 1961

Im Zweiten Weltkrieg fuhr die Evangeline ab 1942 als Truppentransporter zwischen San Francisco und dem pazifischen Kriegsschauplatz und diente auch als Lazarettschiff. Nach dem Krieg wurde der Dampfer wieder der Reederei übergeben. Nachdem er von der Bethlehem Steel Corporation renoviert und modernisiert worden war (unter anderem durch den Einbau einer automatischen Sprinkleranlage), nahm er im Mai 1947 den Liniendienst zwischen New York und den Bahamas auf. Von 1948 bis 1953 war das Schiff (mit einer zweieinhalbmonatigen Unterbrechung 1950) nicht im Dienst. Es lag in dieser Zeit an Pier 18 im Hafen von Hoboken vor Anker. Die Eastern Steamship Lines hatten keine Verwendung mehr für die Evangeline und verkauften sie 1955 an die liberianische Reederei Volusia Steamship Company, für die sie unter liberianischer Flagge fuhr. 
In den folgenden Jahren wechselte das Schiff noch mehrmals den Besitzer, bis es 1964, inzwischen in Panama registriert, an die Chadade Steamship Company verkauft wurde, eine amerikanische Reederei, die dem Schiffsmagnaten Jules Sokoloff gehörte. Das in die Jahre gekommene Schiff wurde neu ausgestattet, mit neuen Maschinen versehen und in Yarmouth Castle umbenannt. Zunächst für die Caribbean Cruise Lines und dann, nach der Insolvenz dieser Firma im selben Jahr, für die Yarmouth Cruise Lines machte die in Panama registrierte Yarmouth Castle nun Kreuzfahrten auf der 186 Seemeilen langen Strecke Miami–Nassau–Havanna.

## Die letzte Fahrt

### Das Unglück
Am Freitag, dem 12. November 1965, gegen 17.00 Uhr legte die Yarmouth Castle in Miami zur Überfahrt nach den Bahamas ab. Das Schiff sollte am nächsten Tag in Nassau eintreffen. Auf dieser Fahrt waren insgesamt 552 Personen an Bord, 376 Passagiere und 176 Besatzungsmitglieder. Das Schiff stand unter dem Kommando des 35-jährigen griechischen Kapitäns Byron Voutsinas. In der Nacht zum 13. November befand sich der Dampfer 60 Meilen nordwestlich der Bahamas. Viele Passagiere schliefen bereits, aber im Ballsaal auf dem A-Deck gab es noch Musik und Drinks für eine große Anzahl von Fahrgästen. Zwischen Mitternacht und 1.00 Uhr wurde zunächst im Maschinenraum, dann auch an anderen Stellen des Schiffs Rauch wahrgenommen. Sofort begannen einige Besatzungsmitglieder mit der Suche nach der Ursache. Der wachhabende Ingenieur informierte den 2. Offizier auf der Kommandobrücke, der seinerseits den Kapitän weckte, der sich an der Suche beteiligte. Als Quelle wurde ein Feuer in Kabine 610 in der Nähe des vorderen Treppenhauses ausgemacht. Löschversuche blieben ohne Erfolg, da das Feuer schon weit entwickelt war, sich sehr schnell weiter ausbreitete und außer Kontrolle geriet. 
Während der 1. Offizier und andere Besatzungsmitglieder auf eigene Faust begannen, die Passagiere zu wecken und aus den Kabinen zu holen, kehrte der Kapitän auf die Kommandobrücke zurück und gab Anweisung, Feueralarm auszulösen und SOS zu senden. Dafür war es aber bereits zu spät: Der Funkraum stand schon komplett in Flammen, als der Bordfunker dort eintraf. Das mit Funk ausgestattete Motorrettungsboot und ein tragbares Notfunkgerät im Kartenhaus fielen ebenfalls den Flammen zum Opfer, so dass kein Notruf gesendet werden konnte. Passagiere und Besatzung wurden auch weder durch den Feueralarm noch durch die Lautsprecheranlage alarmiert, vermutlich, weil das Feuer bereits den entsprechenden Stromkreis zerstört hatte. Die Passagiere wurden durch Schreie und Schritte auf den Gängen aus dem Schlaf gerissen. Viele starben im Schlaf durch die massive Raucheinwirkung oder konnten nicht mehr aus ihren Kabinen fliehen, bevor das Feuer sie erreichte. Die Fenster vieler Außenkabinen ließen sich nicht öffnen. Die Feuerlöschschläuche hatten zum Teil keinen ausreichenden Wasserdruck, da der Swimmingpool an das Feuerlöschsystem angeschlossen war und durch ein geöffnetes Ventil Wasser in den Pool lief. Da der gesamte mittlere Teil der Yarmouth Castle in Flammen stand, flohen Passagiere und Besatzung zum Bug und Heck des Schiffs. Um 01.25 Uhr gab der Kapitän den Befehl, das Schiff zu verlassen. Zu diesem Zeitpunkt stand die Kommandobrücke bereits in Flammen, so dass das entsprechende Signal nicht mehr ausgelöst werden konnte. Kurz darauf brachten der Kapitän, der Zahlmeister, der Oberbootsmann und einige andere Besatzungsmitglieder ein Rettungsboot zu Wasser und verließen das Schiff. 
Die Evakuierung des Dampfers verlief katastrophal. Ein Teil der Rettungsboote wurde vom Feuer zerstört, bevor sie zu Wasser gelassen werden konnten. Bei anderen waren die Taljen so dick mit Farbe bedeckt, dass sie in den Winschen blockierten und sich die Boote nicht wegfieren ließen. Letztendlich konnten nur sechs der vorhandenen 13 Boote zu Wasser gelassen werden. In den ausgesetzten Rettungsbooten fehlten zum Teil die Dollen, so dass die Boote nicht gerudert werden konnten, sondern mit den Riemen gepaddelt werden mussten. 
Zahlreiche Besatzungsmitglieder brachten sich selbst in Sicherheit, ohne den Passagieren Hilfe zu leisten. Andere schlugen die Fenster der Außenkabinen ein, zogen die Passagiere nach draußen und halfen ihnen, die rettenden Strickleitern an der Bordwand zu erreichen, oder gaben Passagieren sogar ihre eigenen Schwimmwesten. Vielen Passagieren blieb nur der Sprung vom Schiff als Rettung, andere mussten sich durch Bullaugen quetschen, um aus ihren brennenden Kabinen zu entkommen. Deckstühle, Gepäckstücke, Bänke und Matratzen wurden über Bord geworfen, um den Schwimmern im Wasser als Auftriebshilfe zu dienen. Einige Passagiere, die den Sprung nicht wagten, weil sie zu alt oder zu schwach waren oder unter Schock standen, mussten ins Wasser geworfen werden, um sie vor den Flammen zu retten. 

### Die Rettung
Auf dem finnischen Frachter Finnpulp, der sich etwa acht Seemeilen voraus befand, bemerkte der wachhabende Offizier gegen 01.30 Uhr auf dem Radarschirm, dass die Yarmouth Castle erheblich an Fahrt verlor, und sah dann achteraus den Flammenschein. Er weckte den Kapitän, John Lehto, der sofort wendete und mit Höchstfahrt auf die brennende Yarmouth Castle zuhielt. Nachdem die Finnpulp dreimal vergeblich versucht hatte, Funkkontakt mit Nassau aufzunehmen, konnte sie gegen 01.54 Uhr die US-Küstenwache in Miami erreichen und das brennende Schiff melden. 
Der Passagierdampfer Bahama Star der Eastern Shipping Corporation war etwa zwölf Seemeilen hinter der Yarmouth Castle, als Kapitän Carl Brown gegen 02.10 Uhr ein rotes Glühen am Horizont bemerkte. Er beobachtete ein brennendes Schiff und lief mit voller Kraft auf die Unglücksstelle zu.
Die Finnpulp traf gegen 02.15 Uhr als erste am Unglücksort ein. Zu diesem Zeitpunkt war die Kommandobrücke der Yarmouth Castle bereits vollständig von lodernden Flammen eingehüllt. Das erste Rettungsboot, das längsseits kam, war nicht einmal halbvoll und 20 der 24 Insassen gehörten der Besatzung an. Unter ihnen war Kapitän Voutsinas, der als Entschuldigung vorbrachte, er habe auf die Finnpulp übersetzen wollen, um einen Notruf senden zu können. Der erzürnte Kapitän Lehto nahm die vier Passagiere an Bord und befahl den Übrigen, zurückzurudern und nach weiteren Überlebenden zu suchen. In den nächsten beiden Booten saßen ausschließlich Besatzungsmitglieder. Die Finnpulp setzte ihre beiden Rettungsboote aus, um Überlebende aufzunehmen.
Nachdem die Bahama Star ebenfalls den Unglücksort erreicht hatte, ließ sie ihre 14 Rettungsboote zu Wasser; sie nahmen die Menschen auf, die von der Yarmouth Castle ins Wasser sprangen oder über Strickleitern und Taue herunterkletterten.
Kapitän Brown von der Bahama Star berichtete später, dass von der Yarmouth Castle Geräusche einer schrecklichen Panik herüberdrangen: das Splittern eingetretener Kabinentüren, zerberstendes Glas und die Schreie vieler Menschen. Während der gesamten Rettungsaktion ertönte ein dumpfer Ton, weil Dampf durch die Dampfpfeife entwich. Vier Flugzeuge der US-Küstenwache, die die Unfallstelle überflogen, wurden nach Angabe der Piloten noch in 4000 Fuß (ca. 1200 m) Höhe fast völlig von den Rauchschwaden eingehüllt.
Kurz nach 4 Uhr morgens hatten die beiden Rettungsschiffe alle Überlebenden aufgenommen. Der Rumpf der Yarmouth Castle war zu diesem Zeitpunkt rotglühend und das Wasser um das Schiff herum kochte. Durch das Löschwasser geriet das Schiff allmählich in Backbord-Schlagseite, bis durch Luken, die beim Verlassen des Schiffs offen geblieben waren, große Mengen an Wasser eindrangen. Kurz vor 6 Uhr kenterte es unter dem lauten Getöse sich losreißender Dampfkessel und ging um 06.03 Uhr auf 25° 55′ 0″ N, 78° 6′ 0″ W unter. 
Insgesamt wurden 462 Menschen (288 Passagiere und 174 Besatzungsmitglieder) gerettet; die Finnpulp nahm 51 Passagiere und 41 Besatzungsmitglieder auf, die Bahama Star 240 Passagiere und 133 Besatzungsmitglieder. 13 Personen mit schweren Brandverletzungen wurden mit Hubschraubern in Nassauer Krankenhäuser geflogen. Die beiden Schiffe trafen mit den restlichen Überlebenden am 13. November in Nassau ein. Von den 87 Menschen, die unmittelbar beim Untergang des Schiffs ums Leben kamen, konnten nur wenige gefunden werden. Drei der Geretteten erlagen später ihren Verletzungen, so dass die Gesamtzahl der Opfer auf 90 stieg. Darunter waren nur zwei Besatzungsmitglieder, die jamaikanische Stewardess Phyllis Hall und der kubanische Schiffsarzt Dr. Lisardo Diaz-Toorens.

## Untersuchung und Folgen
Dem Unglück folgte eine Untersuchung der United States Coast Guard, die im März 1966 ihren 27-seitigen Ergebnisbericht vorlegte. Es wurde festgestellt, dass das Schiff im Oktober 1965 die vorgeschriebene regelmäßige Sicherheitsüberprüfung nach den Regeln der International Convention for the Safety of Life at Sea bestanden hatte. Das Feuer war in Kabine 610 auf dem Hauptdeck ausgebrochen. Dieser Raum war ursprünglich ein Toilettenraum gewesen; deshalb war er nicht an die Sprinkleranlage angeschlossen und verfügte über zwei Lüftungsschächte, die durch die Toilettenräume in den beiden darüberliegenden Decks direkt nach außen führten. Später wurde der Raum zur Innenkabine für eine Schiffsstewardess umgebaut, war jedoch wegen seiner ungünstigen Lage nicht mehr in Gebrauch; er befand sich zwischen zwei Abzugsschächten und direkt über dem Kesselraum, so dass es darin oft zu warm war. Stattdessen wurde er als Abstellraum für Matratzen, schadhafte Möbelstücke, Holzabfälle und Ähnliches genutzt. Beleuchtet wurde er durch eine nackte Glühbirne, die an einem provisorischen Stromkabel aufgehängt war. Was das Feuer auslöste, ließ sich nicht mehr mit Sicherheit feststellen; als mögliche Ursachen wurden unter anderem eine Fehlfunktion der behelfsmäßigen Elektroinstallation oder die Lagerung einer Matratze in zu großer Nähe der heißen Glühbirne genannt.  
Die schnelle Ausbreitung des Feuers wurde durch die fehlende Sprinkleranlage und die offenen Lüftungsschächte in Raum 610 begünstigt; seine katastrophalen Auswirkungen waren aber vor allem dadurch begründet, dass der gesamte Innenausbau des Schiffs einschließlich der Treppenhäuser sowie Teile der Aufbauten und Decks oberhalb des Hauptdecks aus Holz bestanden, das mit brennbarer Farbe gestrichen war, und daher nicht feuerbeständig waren. Im vorderen Treppenhaus entstand ein Kamineffekt, der zur Folge hatte, dass die Gänge und Kabinen des Promenaden- und Bootsdecks mit dichtem Rauch erfüllt wurden, was eine Flucht über die Korridore verhinderte. Auf diesen oberen Decks waren die meisten Opfer zu beklagen. 
Die Untersuchung deckte noch weitere Mängel auf: Während des Brandes wurde es versäumt, die feuerfesten Türen zu schließen, die Sprinkleranlage war nicht ausreichend dimensioniert und das Schiff verfügte nicht über die drei vorgeschriebenen Rettungsinseln.
Der Untersuchungsausschuss lobte die vorbildlichen Rettungsbemühungen der zu Hilfe geeilten Schiffe und übte scharfe Kritik am Verhalten des Kapitäns und weiterer Besatzungsmitglieder, denen generelles Versagen, Vernachlässigung der Dienstpflichten und Verantwortungslosigkeit vorgeworfen wurden, da sie gleich zu Beginn des Brandes geflohen und nicht an Bord geblieben waren, um den Passagieren zu helfen.
Die Evangeline hatte bereits bei ihrer Wiederindienststellung 1947 nicht mehr den geltenden Sicherheitsvorschriften bezüglich feuerhemmender Materialien genügt. Da ein entsprechender Umbau aber zu einer erheblichen Gewichtszunahme und Verlust an Nettotonnage geführt hätte, erhielt sie eine Ausnahmegenehmigung unter der Bedingung, dass die Haupttreppenhäuser feuerfest ausgekleidet und mit feuerhemmenden Stahltüren versehen wurden und eine Sprinkleranlage eingebaut wurde. Diese Bedingungen wurden erfüllt.
Das Unglück führte zu einer Überarbeitung der International Convention for the Safety of Life at Sea (SOLAS), einer Übereinkunft der Vereinten Nationen zur Sicherheit auf See, betreffend Sicherheitsvorschriften, Feueralarmübungen, Evakuierungspläne, Technische Überprüfungen und verschärfte Anforderungen an die Schiffsstruktur. Schiffe mit mehr als 50 Kabinenplätzen mussten in Zukunft komplett aus Stahl oder anderen nichtbrennbaren Materialien konstruiert werden.

## In den Medien
Der kanadische Singer-Songwriter Gordon Lightfoot veröffentlichte auf seinem 1969 erschienenen Album Sunday Concert das Lied Ballad Of Yarmouth Castle, das den Untergang des Schiffs zum Thema hat.
Die Tragödie wurde außerdem in den 1990er Jahren Gegenstand einer Episode der amerikanischen TV-Dokumentationsserie Shipwreck! Die Folge trug den Titel Floating Inferno: The Yarmouth Castle (Regie: Christopher Dedrick).